# 拉蒙坑

拉蒙坑

拉蒙坑是以色列內蓋夫沙漠內的一個地質景觀，位於內蓋夫山的山頂，貝爾謝巴以南85公里處。拉蒙坑實際上並非隕石撞擊形成的陨石坑，也非火山噴發形成的火山口，但卻是這一地區最大的坑。拉蒙坑長40公里，寬2至10公里，深500米。現在坑及附近地區被劃入以色列最大的國家公園拉蒙自然保護區。

## 外部連結
- Ramon Crater on Google Maps
- Ramon Crater （页面存档备份，存于） Detailed trail and hiking info. from Tourism, trips and travel in Israel
- Makhtesh Ramon's Visitors Center, at the Israel Nature and Parks Authority's website.
- Bird's eye view of Ramon Crater （页面存档备份，存于）